# Die sexuellen Neurosen unserer Eltern
Die sexuellen Neurosen unserer Eltern ist ein Schauspiel des Schweizer Autors Lukas Bärfuss. Die Uraufführung fand im Februar 2003 am Theater Basel statt; das Stück wurde in Folge an diversen weiteren Bühnen in Deutschland, Österreich und der Schweiz aufgeführt. Das Schauspiel wurde bis 2005 in 12 Sprachen übersetzt.

## Handlung
Das junge Mädchen Dora ist verliebt. Aufgewachsen in behüteter Umgebung, mit liebevollen Eltern, einem langmütigen Chef, einem interessierten Arzt, entdeckt sie nach dem Absetzen der jahrelang eingenommenen ruhigstellenden Medikamente ihre Sexualität und stößt mit ihrer Direktheit ihre Umgebung vor den Kopf. Die alltäglichen Verklemmtheiten der Mitmenschen treten zu Tage.

## Verfilmung
2015 verfilmte die Schweizer Regisseurin Stina Werenfels das Stück unter dem Titel Dora oder die sexuellen Neurosen unserer Eltern. In den Hauptrollen dieser deutschen Produktion sind Victoria Schulz, Jenny Schily und Lars Eidinger zu sehen.